# Kenneth Mitchell
Kenneth Alexander Mitchell (Toronto, 25 de novembro de 1974 — 24 de fevereiro de 2024) foi um ator canadense famoso por interpretar o personagem Eric Green na série televisiva Jericho.

## Biografia
Se formou bacharel em paisagismo na University of Guelph ganhando o prêmio de medalha de prata da Sociedade de Arquitetura paisagista do Canadá, e onde também jogou futebol como atacante no time da universidade, chamado Guelph Gryphons. Além de passar quatro anos estudando na Austrália, também esteve em um acampamento para jovens chamado Kilcoo Camp em Minden, Ontário, onde começou a se apaixonar por atuação.
Seu irmão mais velho, Sean David Mitchell, é professor e chef de cozinha. Era casado com a também atriz Susan May Pratt, desde 2006 e tinha uma filha chamada Lilah Ruby Mitchell, nascida em 7 de julho de 2007.

## Carreira
Fez participações em alguns filmes e séries, com algum destaque para as séries Leap Years, onde atuou por nove episódios como Spencer Matthew e Odyssey 5 em 10 episódios como Marc Taggart. Também esteve em séries como CSI: Miami e The Unit, até ser convidado a viver o papel de Eric Green na série televisiva Jericho. Também foi convidado a participar de uma nova minisérie a estrear, em 2008, chamada Iron Road. Em filmes seu papel mais relevante foi em Miracle, onde contracenou com Kurt Russell.

## Morte
Mitchell morreu em 24 de fevereiro de 2024, aos 49 anos, após lutar por mais de cinco anos contra os sintomas da esclerose lateral amiotrófica (ELA).

## Filmografia
Cinema e filmes feitos para TV somente (TV):
- Home of the Giants (2007) .... Keith Morrison
- 5-25-77 (2007) .... John Dykstra
- Tennis, Anyone...? (2005) .... Nick Allen
- Desafio no Gelo (2004) .... Ralph Cox
- O Novato (2003) .... Alan
- Why Don't You Dance (2002) .... Chris
- Charms for the Easy Life (2002) (TV) .... Tom Hawkings III
- The Green (2001) .... Ric
- No Man's Land (2000) .... soldado

Séries de TV:
- The Mentalist 4x10 (2011) .... Tom Wilcox
- Criminal Minds 6x10 (2010) .... Drew Jacobs
- Iron Road (2008) .... Edgar
- Jericho (2006-2008) .... Eric Green (26 episódios)
- The Unit (2006) .... Keith Soto
- CSI: Miami (2006) .... Robert Gordon
- Grey's Anatomy (2006) .... Wade Solomon
- Odyssey 5 (2002) .... Marc Taggart (10 episódios)
- Leap Years (2001) .... Spencer Matthew (9 episódios)
- Minority Report (2015).... Brian Stanton

## Ligações Externas
- Kenneth Mitchell no Internet Movie Database
- Kenneth Mitchell Online fã site
- Kenneth Mitchell biografia na CBS